# أرتيم ايفانوف (رباع)
أرتيم ايفانوف (بالأوكرانية: Іванов Артем Володимирович)‏ هو رباع أوكراني، ولد في 16 ديسمبر 1987 في دنيبرو في أوكرانيا.

## وصلات خارجية
- أرتيم ايفانوف على موقع أوليمبيديا (الإنجليزية)